# Elección papal de 1143
La elección papal de 1143 siguió a la muerte del papa Inocencio II y resultó en la elección de Guido di Castello como Celestino II.

## Elección de Celestino II
El papa Inocencio II murió el 24 de septiembre de 1143 en Roma. Durante los primeros ocho años de su pontificado se enfrentó al cisma con el antipapa Anacleto II (1130-1138), que finalmente terminó en mayo de 1138 con la abdicación y sumisión del sucesor de Anacleto, el antipapa Víctor IV (1138). El Segundo Concilio de Letrán en abril de 1139 depuso de los cargos eclesiásticos a todos los antiguos seguidores de Anacleto. 
Sin embargo, a pesar del triunfo sobre el antipapa, los últimos años del pontificado de Inocencio no fueron exitosos: los ejércitos papales fueron derrotados por el rey Roger II de Sicilia, que había recibido la corona de Anacleto II y exigía el reconocimiento de su título a Inocencio II. Después de la batalla perdida de Galluccio el 22 de julio de 1139, el papa fue tomado prisionero por Roger y se vio obligado a confirmar todos los privilegios otorgados al rey por Anacleto II.
Poco después, surgió un nuevo y grave problema en la ciudad de Roma. En 1143, poco antes de la muerte de Inocencio, el pueblo romano creó una comuna municipal que rechazaba el gobierno secular del papado en la Ciudad Eterna. La elección del sucesor de Inocencio tuvo lugar a la sombra de esta revolución municipal.
Los cardenales presentes en Roma se reunieron en la Basílica de Letrán y el 26 de septiembre de 1143 eligieron al cardenal Guido di Castello de San Marcos, que había servido previamente como legado de Inocencio II ante el rey Roger en 1137, y fue el primer cardenal conocido en ostentar el título de magister. Tomó el nombre de Celestino II y fue consagrado el mismo día.

## Cardenales electores
En septiembre de 1143, el Sacro Colegio Cardenalicio contaba probablemente con 30 cardenales. A partir del examen de las suscripciones de las bulas papales de 1143 y de los datos disponibles sobre las misiones externas de los cardenales, es posible establecer que en la elección participaron no más de 23 cardenales.
Dieciocho electores fueron creados por el papa Inocencio II, dos por el papa Calixto II, uno por el papa Honorio II y uno por el papa Pascual II.
Ocho cardenales estuvieron ausentes.